# Fil di ferro
I Fil di ferro sono un gruppo heavy metal italiano, formatosi a Torino nel 1979 per iniziativa del bassista Bruno Gallo Balma e del batterista Michele De Rosa.
La band è considerata, insieme a Vanadium, Strana Officina, Death SS e Bulldozer, una delle prime ad aver portato la musica metal in Italia, nonché una delle più importanti dello stesso

## Storia del gruppo
Michele De Rosa e Bruno Gallo hanno formato il gruppo con il chitarrista Danilo Ghiglieri e il cantante Leonardo Fiore. Nel 1986 (dopo un demo tape del 1984 e numerosi concerti che danno una certa notorietà al gruppo) esce il primo album, Hurricanes, pubblicato da Il Discotto Records. Questo album viene registrato con il nuovo cantante Sergio Zara e il nuovo chitarrista Claudio De Vecchi. Il titolo Hurricanes proviene dal nome del gruppo biker di cui facevano parte sia Michele De Rosa sia Bruno Gallo. Il disco è stato registrato da Beppe Crovella (tastierista degli Arti e Mestieri).
Nel 1987 per l'etichetta dischi Noi, con la produzione esecutiva di Mariano Schiavolini (ex membro del gruppo rock progressivo Celeste), i Fil di ferro registrano il loro secondo album, Fil di ferro, che vede l'entrata del nuovo chitarrista Miky Fiorito, autore di tutti i brani del disco, arrangiati con il resto del gruppo.
Le registrazioni vengono effettuate in Cornovaglia con Guy Bidmead, ingegnere del suono di Rod Stewart e Motörhead. I Fil di ferro tengono anche un concerto presso l'Hammersmith Apollo di Londra, trasmesso dalla televisione italiana su Italia 1 nel programma Rock a mezzanotte. La performance viene registrata e inclusa nella compilation Italian rock invasion.
Nel 1991 Sergio Zara è uscito dai Fil di ferro, lasciando il posto alla voce femminile di Giordy (Elisabetta Di Giorgio), con la quale la band ha registrato la ballata Give me your hand e girato un video clip per il mercato russo.
Nel 1992 per l'etichetta Axis Records è uscito il terzo album, Rock Rock Rock che vede la partecipazione del chitarrista russo Victor Zinchuk e di Roberta Bacciolo delle Funky Lips in veste di ospiti. In esso è stato ripreso Give me your hand registrata precedentemente da Giordy come singolo. L'album ha presentato caratteristiche più hard rock/blues rispetto ai primi due lavori e vede Miky
Fiorito anche nel ruolo di cantante. Nello stesso anno si è verificata la fine della collaborazione, durata quasi un anno, con Giordy.
Nel 1997 è entrato nel gruppo Piero Leporale alla voce, mentre il 1998 è tempo dell'ingresso di Francesco Barbierato al basso.
Nel 2004 esce a distanza di dodici anni dal lavoro precedente il quarto album, It Will Be Passion. Il disco è un rifacimento di vecchi brani e nuovi inediti.
Nel 2008 il gruppo cambia ancora formazione: escono dalla formazione Fiorito, Leporale e Barbierato, sostituiti da Gianni Castellino al basso, Alex Verando alla chitarra e Phil Arancio alla voce. Nel 2009 entrano in formazione Gianluca "Yes" Uccheddu alla chitarra al posto di Alex e Elvis Taberna al posto di Phil Arancio. Con questa nuova formazione il gruppo ha abbandonato l'hard rock blues del terzo e quarto album ritornando ad un più duro heavy metal di stampo Saxon/Judas Priest che ha caratterizzato la band nei primi due album.
Nel settembre del 2012 è uscito It's Always time, album contenente il rifacimento di Hurricanes con la nuova formazione, tre inediti e dodici brani tratti dai dischi più significativi.
In occasione del festival Acciaio italiano 2015, tenutosi a Modena il 31 gennaio 2015, si è verificato il ritorno alla voce di Phil in sostituzione di Elvis Taberna, che ha dovuto abbandonare il gruppo per motivi di salute. Elvis è rimasto nel giro Fil di ferro con mansioni amministrative.
Dopo pochi mesi nuovo cambio di formazione riguardante la voce: entra Paola Goitre al posto di Phil, con la quale sono in programma vari lavori live e in studio.
A inizio 2017 ritorna in formazione il chitarrista Miky Fiorito, il quale si mette subito al lavoro per comporre le canzoni che faranno parte del sesto album del gruppo. I riff di chitarra questa volta hanno un piglio epico ed è a seguito di queste nuove sonorità che nasce l'idea del concept album intitolato Wolfblood, che narra della mitologia nordica del RagnaRock, anche per via dei testi a tema ideati da Paola Goitre.
Il nuovo lavoro viene pubblicato a ottobre del 2019.

## Formazione

### Formazione attuale
- Paola Goitre - voce (2015-)
- Miky Fiorito - chitarra (1987-2008, 2017-)
- Gianni Castellino - basso (2008-)
- Michele De Rosa - batteria (1979-)

### Ex componenti
- Leonardo Fiore - voce(1979 - 1985)
- Danilo Ghiglieri - chitarra(1979 - 1985)
- Bruno Gallo Balma - basso (1979 - 1998)
- Sergio Zara - voce (1986 - 1991)
- Claudio De Vecchi - chitarra(1985 - 1986)
- Giordy (Elisabetta Di Giorgio) - voce (1990)
- Francesco Barbierato - basso (1998 - 2008) (morto nel 2016)
- Piero Leporale - voce(1997 - 2008)
- Aldo Garrone - voce(2008)
- Sabrina Zuppardi - voce(2008)
- Alex Verando - chitarra(2008 - 2009)
- Elvis Taberna  - voce (2009-2015)
- Filippo ''Phil the Steel''  Arancio - voce (2008-2009/2015)
- Gianluca <Yes> Uccheddu - chitarra(2009/2016)

## Discografia
- 1986 - Hurricanes
- 1988 - Fil di ferro
- 1992 - Rock Rock Rock
- 2004 - It Will Be Passion
- 2012 - It's Always Time
- 2019 - Wolfblood